# Punto de acceso inalámbrico

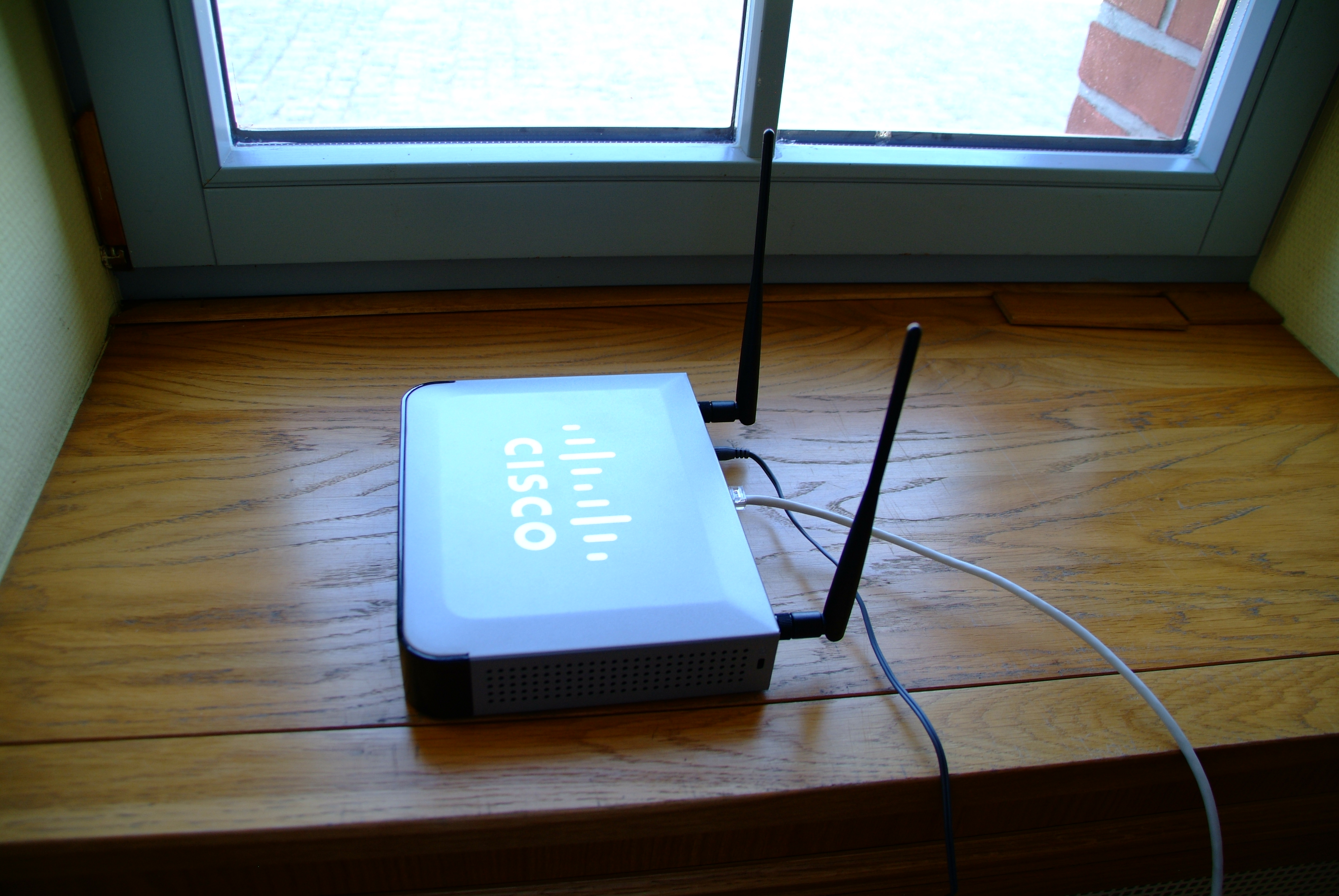
Punto de acceso inalámbrico.

Un punto de acceso inalámbrico (en inglés: wireless access point, conocido por las siglas WAP o AP), en una red de computadoras, es un dispositivo de red que interconecta equipos de comunicación inalámbricos, para formar una red inalámbrica que interconecta dispositivos móviles o tarjetas de red inalámbricas.
Son dispositivos que son configurados en redes de tipo inalámbricas que son intermediarios entre una computadora y una red (Internet o local). Facilitan conectar varias máquinas cliente sin la necesidad de un cable (mayor portabilidad del equipo) y que estas posean una conexión sin limitar tanto su ancho de banda.
Los WAP son dispositivos que permiten la conexión de un dispositivo móvil de cómputo (computadora, tableta, smartphone) con una red. Normalmente, un WAP también puede conectarse a una red cableada, y puede transmitir datos entre los dispositivos conectados a la red cableada y los dispositivos inalámbricos.
Los WAP tienen asignadas direcciones IP, para poder ser configurados.
Muchos WAP pueden conectarse entre sí para formar una red aún mayor, permitiendo realizar roaming.

## Introducción
Antes de las redes inalámbricas, la creación de una red de computadoras (en un negocio, un hogar o una escuela) a menudo requería tender muchos cables a través de paredes y techos con el fin de ofrecer acceso a la red a todos los dispositivos con conectividad de red habilitados en el edificio. Con la creación del WAP, los usuarios con conectividad de red pueden ahora añadir los dispositivos que acceden a la red con pocos o ningún cable.
Un AP normalmente se conecta directamente a una conexión Ethernet cableada, y el AP a continuación proporciona conexiones inalámbricas usando enlaces de radiofrecuencia a otros dispositivos para utilizar esa conexión por cable.
La mayoría de los AP soportan la conexión de múltiples dispositivos inalámbricos a una conexión por cable.
Los AP modernos se construyen para soportar un estándar para enviar y recibir datos utilizando estos las frecuencias de radio. Esos estándares y las frecuencias que utilizan, están definidos por el IEEE. La mayoría de los AP usan los estándares IEEE 802.11.
Por otro lado, una red donde los dispositivos cliente se administran a sí mismos (sin la necesidad de un punto de acceso) se convierten en una red ad hoc.

## Funciones
Generalmente, los AP tienen como función principal permitir la conectividad con la red, delegando la tarea de enrutamiento y direccionamiento a servidores, enrutadores y switches. La mayoría de los AP siguen el estándar de comunicación, 802.11 de la IEEE, lo que permite una compatibilidad con una gran variedad de equipos inalámbricos. Algunos equipos incluyen tareas como la configuración de la función de enrutamiento, de direccionamiento de puertos, seguridad y administración de usuarios. Estas funciones responden ante una configuración establecida previamente. Al fortalecer la interoperabilidad entre los servidores y los AP, se pueden lograr mejoras en el servicio que ofrecen, por ejemplo, la respuesta dinámica ante cambios en la red y ajustes de la configuración de los dispositivos.
Los AP son el enlace entre las redes cableadas y las inalámbricas. El uso de varios AP permite el servicio de roaming. El surgimiento de estos dispositivos ha permitido el ahorro de nuevos cableados de red. Un AP con el estándar IEEE 802.11b tiene aproximadamente un radio de 100 m.
Son los encargados de crear la red, están siempre a la espera de nuevos clientes a los que dar servicios. El punto de acceso recibe la información, la almacena y la transmite entre la red de área local inalámbrica (WLAN) y la red de área local (LAN) cableada. 
Un único AP puede soportar un pequeño grupo de usuarios y puede funcionar en un rango de al menos treinta metros y hasta varios cientos de metros. Este o su antena normalmente se colocan en alto pero podría colocarse en cualquier lugar en que se obtenga la cobertura de radio deseada.
El usuario final accede a la red WLAN a través de adaptadores situados en sus equipos (computadora, tableta, teléfono inteligente, smart TV, radio por Internet, etcétera). Estos proporcionan una interfaz entre el sistema operativo de red del cliente (NOS: network operating system) y las ondas, mediante una antena inalámbrica.

## Aplicaciones de los AP

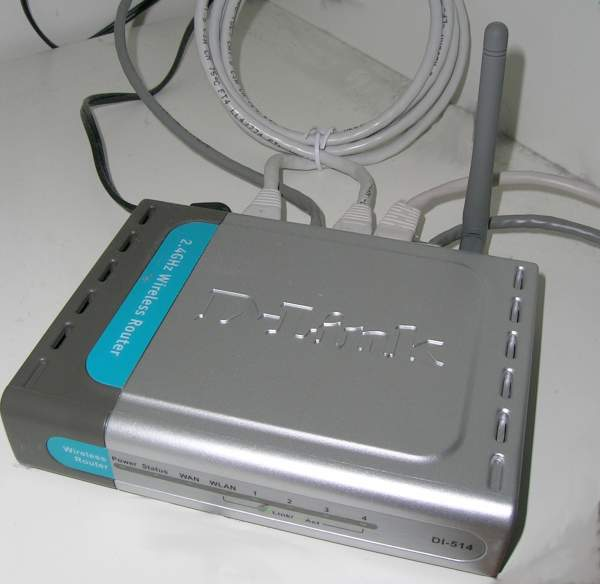

Un uso típico corporativo involucra unir varios puntos de acceso a una red cableada y luego brindar acceso inalámbrico a la LAN de la oficina. Los puntos de acceso inalámbricos son gestionadas por un controlador de WLAN que se ocupa de los ajustes automáticos a la potencia de RF, los canales, la autenticación y seguridad. Además, los controladores se pueden combinar para formar un grupo de la movilidad inalámbrica para permitir que itinerancia entre controladores. Los controladores pueden ser parte de un dominio de movilidad para permitir el acceso a clientes, completamente a través de oficinas grandes o regionales. Esto ahorra tiempo a los clientes y los administradores ya que los controladores automáticamente pueden volver a asociar o volver a autenticarse.
Una zona de acceso es una aplicación común de puntos de acceso, donde los clientes inalámbricos pueden conectarse a Internet sin importar  las redes a las que se han adjuntado por el momento. El concepto se ha vuelto común en las grandes ciudades, donde la combinación de cafés, bibliotecas, así como puntos de acceso privados permiten que los clientes se queden más o menos continuamente conectados a Internet, mientras se desplazan. Una colección de zonas de acceso conectadas se puede denominar como una red de “nenúfares”.
Los puntos de acceso se utilizan comúnmente en redes inalámbricas domésticas. Las redes domésticas suelen tener sólo un AP para conectar todos los dispositivos de una casa. La mayoría son enrutadores inalámbricos, es decir, dispositivos convergentes  que incluyen el AP, un router y, a menudo, un conmutador Ethernet. Muchos también incluyen un módem de banda ancha. En los lugares donde la mayoría de los hogares tienen sus propios AP dentro del alcance de AP de los vecinos, es posible que personas con conocimientos técnicos apaguen su cifrado y configuren una red inalámbrica comunitaria, creando una red de comunicación dentro de la ciudad, aunque esto no niega el requisito de una red cableada.
El AP también puede actuar como árbitro de la red, negociando cuándo cada dispositivo cliente cercano puede transmitir. Sin embargo, la gran mayoría de redes IEEE 802.11 instaladas no implementan esto, utilizando un algoritmo pseudo-aleatorio distribuido llamado CSMA/CA en su lugar.